# Håkan Mild
Stig Håkan Mild (nascut el 14 de juny de 1971 a Trollhättan, Västra Götaland) és un exfutbolista suec, que jugava de migcampista. Actualment és el director esportiu de l'IFK Göteborg.
Va començar la seua carrera amb l'equip de la seua ciutat natal, el Trollhättans FK. Ben aviat, el 1988, va fitxar per l'IFK Göteborg. Va debutar a la lliga sueca a l'any següent, tot convertint-se en una de les peces fonamentals del seu club. Amb el Goteborg va guanyar quatre lligues i una Copa (1991), també va disputar competicions europees.
Deixà el Goteborg per recalar al Servette FC suís. Allí va guanyar la Superlliga suïssa. Amb el Servette no va tenir tanta sort i va retornar a Suècia, tot jugant una temporada abans de fitxar per la Reial Societat.
Amb els donostiarres va sumar 49 partits de primera divisió en els dos anys que hi va romandre, sent part activa de la gran temporada 97/98, en què quedaren tercers. Al final d'aquesta campanya, va tornar de nou al Goteborg, però les lesions li van perjudicar.
Tres anys més tard, va tornar a marxar fora del seu país, aquesta vegada a Anglaterra, per recalar al Wimbledon FC, però no va comptar massa i tan sols va aparèixer en nou partits. Per tercera vegada va retornar a Goteborg, on va ajudar al seu equip fins a la seua retirada el 2005 a causa de les lesions. Amb més de 400 partits amb la samarreta dels suecs, és considerat com un dels jugadors emblemàtics de l'IFK Goteborg.

## Selecció
Va jugar 74 vegades amb la selecció sueca de futbol, i va marcar 8 gols. Va formar part del combinat del seu país que va acudir al Mundial del 1994 i a l'Eurocopa del 2000. Mild també va estar inclòs a l'equip olímpic de 1992.